# حجب ورثه
حجب ورثه یا حجب ارث یا حجب در ارث یعنی موانعی که باعث می‌شود شخص ارثی نبرد یا به صورت جزئی از موروث خود ارث ببرد. بین حجب در ارث و منع از ارث رابطه مطلق وجود دارد؛ یعنی هر حجبی منع است، ولی هر منعی ناشی از حجب نیست. حجب به‌طور کلی محروم کردن فردی که مستحق دریافت ارث است از ارث یا محروم کردن او از سهم بیشتر است.
مقصود از حاجب، شخص یا اشخاصی هستند که وجودشان باعث می‌گردد وارث دیگر در قسمتی از ارث یا تمام آن از ارث بردن محروم گردد. سید مرتضی علم‌الهدی (تولد ۹۶۵– مرگ ۱۰۴۴ میلادی) در انتصار می‌گوید: «یکی از آراء اختصاصی امامیه در این زمان - اگر چه در گذشته برخی از فقیهان مذاهب دیگر نیز با این رای موافق بودند - این است که مسلمان از کافر ارث می‌برد ولی کافر از مسلمان ارث نمی‌برد.»
وی در ناصریات نیز می‌گوید:
«ما از مشرکان ارث می‌بریم و موجب حجب ورثه آنان می‌شویم. رأی درست همین است و فقهای ما بر این نظر هستند. از معاویة بن ابی‌سفیان (تولد حدود ۵۹۷، ۶۰۳ یا ۶۰۵ – مرگ ۶۸۰) و معاذ بن جبل و (تولد ۶۰۳– مرگ ۶۳۹ میلادی) محمد حنفیه (تولد ۶۳۷– مرگ ۷۰۰ میلادی) و مسروق بن اجدع (مرگ ۶۸۲ میلادی) و عبدالله بن معقل مزنی (مرگ ۶۷۸ میلادی) و سعید بن مسیب (تولد ۶۳۷– مرگ ۷۱۵ میلادی) نیز همین قول نقل شده است. فقهای دیگر با این رای مخالفند و می‌گویند: مسلمان از کافر و کافر از مسلمان ارث نمی‌برد. دلیل ما بر این که مسلمان از کافر ارث می‌برد ولی کافر از مسلمان ارث نمی‌برد، اجماع متردد است.»

## انواع
اگر فردی باعث محرومیت شخص دیگر از ارث شود به طوری که فرد ارثی نبرد «حجب حرمانی» و اگر باعث شود سهم کمتری ارث بگیرید «حجب نقصانی» می‌گویند.

## حکم مشابه در امپراتوری روم
در سال ۳۸۱ میلادی قانونی توسط گراتیان (امپراتور روم از ۳۶۷ تا ۳۸۳)، والنتینیان دوم (امپراتورِ روم از ۳۷۵ تا ۳۹۲)، تئودئوس یکم (امپراتورِ روم از سال ۳۷۹ تا ۳۹۵) نوشته شد مبنی بر اینکه مانویان نمی‌توانند در وصیت از اموال خود ارث ببرند یا وصیت کنند. هر اموالی که از مانویان به ارث رسیده باشد، مصادره می‌شود، مگر اینکه وارث به مسیحیت تغییر دین دهد. (C.T. 16.5.7).

## میراث غیرمسلمان

### دیدگاه مذاهب اهل سنت
در ارث بردن مسلمان از کافر، فقهای اهل سنت معتقدند همچنان که کافر از مسلمان ارث نمی‌برد، مسلمان هم از کافر ارث نمی‌برد.

### دیدگاه شیعه
سید مرتضی علم‌الهدی (متوفی ۴۳۶ ق) در الانتصار می‌گوید: «یکی از آراء اختصاصی امامیه در این زمان - اگر چه در گذشته برخی از فقیهان مذاهب دیگر نیز با این رأی موافق بودند - این است که مسلمان از کافر ارث می‌برد ولی کافر از مسلمان ارث نمی‌برد.» سید مرتضی در ناصریات نیز می‌گوید: «ما از مشرکان ارث می‌بریم و موجب حجب ورثه آنان می‌شویم. رأی درست همین است و فقیهان ما بر این رأی هستند. از معاویة بن ابوسفیان و معاذ بن جبل و محمد حنفیه و مسروق بن اجدع و عبدالله بن معقل مزنی و سعید بن مسیب نیز همین قول نقل شده است. فقیهان دیگر با این رأی مخالفند و می‌گویند: «مسلمان از کافر و کافر از مسلمان ارث نمی‌برد.» دلیل ما بر این که مسلمان از کافر ارث می‌برد ولی کافر از مسلمان ارث نمی‌برد، اجماع متردد است.»
از جعفر بن محمد رباط نقل شده است که «اگر مردی ذمی اسلام بیاورد و پدرش زنده باشد و فرزندانی دیگر غیر از او داشته باشد، سپس پدر او بمیرد، فرزند مسلمان او همه مال او را به ارث خواهد برد و دیگر فرزندان و همسر او با وجود آن وارث مسلمان، از او ارث نخواهند برد.» این روایت به روشنی دلالت برحجب مسلمان از ارث بردن کافر از مورث کافر دارد، اما این روایت مرفوعه است و علاوه بر این، راوی آن نیز مجهول است.
شیخ مفید (تولد ۹۴۸- مرگ ۱۰۲۲ میلادی) در کتاب مقنعه در باب ارث و پیروان ادیان مختلف چنین می‌نویسد: «اهل اسلام براساس روابط نسبی و سببی از خویشان کافر و مسلمان خود ارث می‌برد، ولی کافر در هیچ حالی از مسلمان ارث نمی‌برد؛ بنابراین اگر شخصی یهودی یا نصرانی [مسیحی] یا مجوسی [زرتشتی] یک پسر مسلمان و یک پسر غیرمسلمان داشته باشد، میراث او بر مذهب آل محمد برای پسر مسلمان است نه کافر و اگر برادری مسلمان و پسری کافر داشته باشد، برادر مسلمان او موجب حجب پسر کافر، از میراث پدر می‌شود و از او به میراث پدر سزاوارتر است. در این فرض، پسر کافر به سبب کفر خود، همچون پسری که در حیات پدرش مرده، یا پسری که قاتل پدرش باشد به سبب جنایت خود از ارث محروم شده باشد، به‌شمار می‌آید.»

## سندی از دوره قاجار
در نامه‌ای که وکلای انجمن پارسیان هند به ناصرالدین شاه می‌نویسند، اشاره می‌شود که یک سید شیعه به نام «سید محمد علی نامیرا» از یکی از موبدهای زرتشتی بر مبنای این قانون ادعای ارث کرده است. ماجرا به صورت زیر در نامه آمده است.
.... فقره دویم این است که اگر از یک خانواده از زرتشتیان کسی مسلمان شود اولاد این نو مسلمان نسلا بعد نسل وارث جمیع آن خانواده می‌شوند. .... چنان‌که سید محمد علی نامیرا حکایت می‌کند در این ایام از یکی از موبدهای این طایفه ادعای ارث می‌نمود، موجب حیرت بسیار شد که سید مسلمان را با موبد زردشتی به هیچ وجه نسبتی و قرابتی تصور نتوان کرد پس از استفسار معلوم شد که در زمان خاقان مینون (در زمان آقا محمد خان قاجار اولین پادشاه قاجاریه) یکی از سربازها دختری را از زردشتیان یزد دزدیده و به آذربایجان [برده] و به عقد خود آورده بود. پس از فوت او دیگری او را گرفته و به اصفهان برده پس از او جد سیّد محمد مذکور او را گرفته بود. این است که تا کنون هم که زیاده از نود سال گذشته است، سیّد محمد علی وارث کل آن خانواده شده است و خود سیّد محمد علی گفته بود که «من تا کنون زیاده از چهل ارث از زردشتیان گرفته‌ام» حال بندگان اعلیحضرت اقدس شهریاری ملاحظه فرمایند که این فقره با چه قاعده درست می‌آید و با کدام عدالت و انسانیت موافقت می‌کند. .... سپس در ادامه نامه درخواست شده است که ناصرالدین شاه دستور دهد که فرمانی که صادر کرده است را به اجرا درآورند و هر روز به بهانه ارث، مزاحم و متعرض زرتشتیان نشوند.